# Tinamú del Chaco
El tinamú del Chaco (Nothura maculosa chacoensis) és una subespècie del tinamú tacat, un ocell de la família dels tinàmids (Tinamidae) que viu a praderies dins la zona coneguda com a Gran Chaco, al Paraguai i nord-est de l'Argentina. Va estar considerat una espècie de ple dret (Nothura chacoensis) però va passar a ser tractat com una subespècie seguint Hayes et al. 2018.